# Bisdom Zacatecas
Het bisdom Zacatecas (Latijn: Dioecesis Zacatecensis) is een rooms-katholiek bisdom met als zetel Zacatecas, in Mexico. Het bisdom is suffragaan aan het aartsbisdom San Luis Potosí. 

## Geschiedenis
Het bisdom werd opgericht op 26 januari 1863, uit delen van het aartsbisdom Guadalajara, en was suffragaan aan het aartsbisdom Guadalajara. Op 25 november 2006 veranderde het van kerkprovincie en werd suffragaan aan het aartsbisdom San Luis Potosí. 

## Parochies
Het bisdom had in 2020 een oppervlakte van 59.015 km2 en telde 1.218.800 inwoners waarvan 95,0% rooms-katholiek was.

## Bisschoppen
- Ignacio Mateo Guerra y Alba (19 maart 1863 - 7 juni 1871)
- José Maríe del Refugio Guerra y Alva (29 juli 1872 - 28 april 1888)
- Buenaventura del Purísimo Corazón de María Portillo y Tejeda (27 mei 1889 - 19 juni 1899)
- José Guadalupe de Jesús Alva y Franco (14 december 1899 - 11 juli 1910)
- Miguel María de la Mora y Mora (9 februari 1911 - 24 februari 1922)
- Ignacio Placencia y Moreira (27 oktober 1922 - 4 december 1951; aartsbisschop op persoonlijke titel)
- Francisco Javier Nuño y Guerrero (5 december 1951 - 18 december 1954; coadjutor sinds 10 juli 1951)
- Antonio López Aviña (21 juni 1955 - 14 december 1961)
- Adalberto Almeida y Merino (14 april 1962 - 24 augustus 1969)
- José Pablo Rovalo Azcué (18 mei 1970 - 15 juli 1972)
- Rafael Muñoz Núñez (20 juli 1972 - 1 juni 1984)
- Javier Lozano Barragán (28 oktober 1984 - 7 januari 1997; later kardinaal)
- Fernando Mario Chávez Ruvalcaba (20 januari 1999 - 8 oktober 2008)
- Jesús Carlos Cabrero Romero (8 oktober 2008 - 3 april 2012)
- Sigifredo Noriega Barceló (2 augustus 2012 - heden)

## Galerij van afbeeldingen

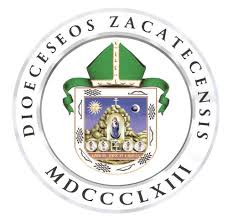
Wapen van het bisdom Zacatecas
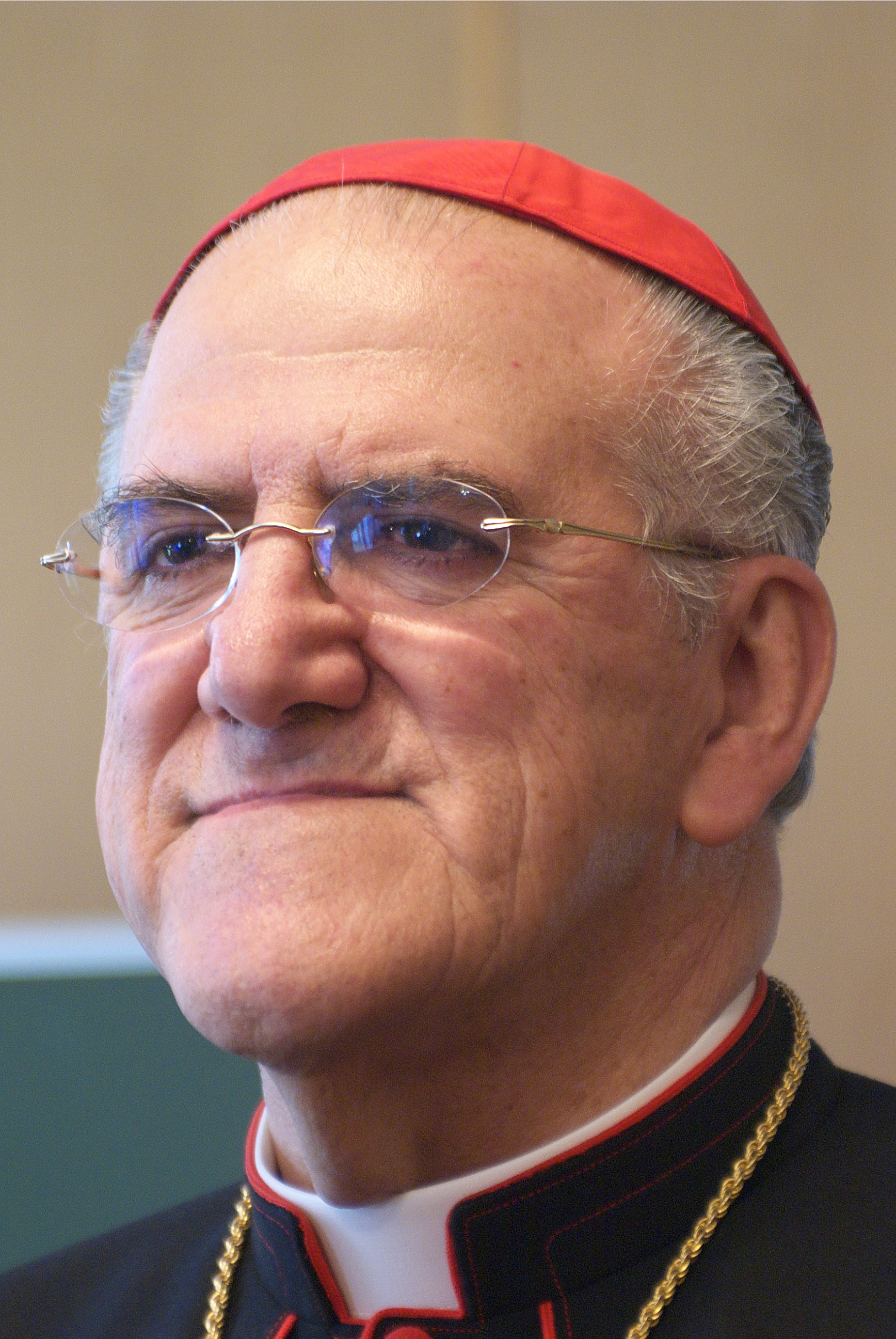
Kardinaal Javier Lozano Barragán in 2006

San Luis Potosí (aartsbisdom) · Ciudad Valles · Matehuala · Zacatecas